# Раупова, Нигина
Нигина Раупова (21 мая 1945 — 22 декабря 2010) — таджикская певица, Народная артистка Таджикской ССР (1977). Народный гафиз Таджикской ССР (1977).

## Биография
Свою творческую деятельность певица начала в коллективе художественной самодеятельности на текстильной фабрике города Душанбе.
В 1971 году начала работать в составе ансамбля «Рубобчизанон».
В 1975 году — в ансамбле Комитета по телевидению и радиовещанию. Запомнилась исполнением народных песен «Аскарбача», «Буи гул», «Кадат баланд аст», «Духтари качтоки», «Нозам ба чашмонат», «Наргиси шахло» и многих других.
С 1989 года до выхода на пенсию выступала в составе ансамбля «Дарьё» Комитета по телевидению и радиовенщанию при Правительстве Таджикистана.
Также работала в Государственном ансамбле «Шашмаком» и Государственной филармонии Таджикистана.
Была удостоена Государственной премии имени Рудаки (1966) и званий Народная артистка Таджикской ССР и Народный гафиз Таджикской ССР (1977).
Нигина Раупова умерла от сердечного приступа в 2010 году.